# Ariccia
Ariccia is een gemeente in de Italiaanse provincie Rome (regio Latium) en telt 17.995 inwoners (31-12-2004). De oppervlakte bedraagt 18,4 km², de bevolkingsdichtheid is 960 inwoners per km².

## Demografie
Ariccia telt ongeveer 7078 huishoudens. Het aantal inwoners steeg in de periode 1991-2001 met 5,4% volgens cijfers uit de tienjaarlijkse volkstellingen van ISTAT.
| Jaar | Inwoneraantal |
| ---- | ------------- |
| 1991 | 16.953        |
| 2001 | 17.865        |

## Geografie
De gemeente ligt op ongeveer 412 m boven zeeniveau. Ariccia grenst aan de volgende gemeenten: Albano Laziale, Aprilia (LT), Ardea, Genzano di Roma, Lanuvio, Nemi, Rocca di Papa.

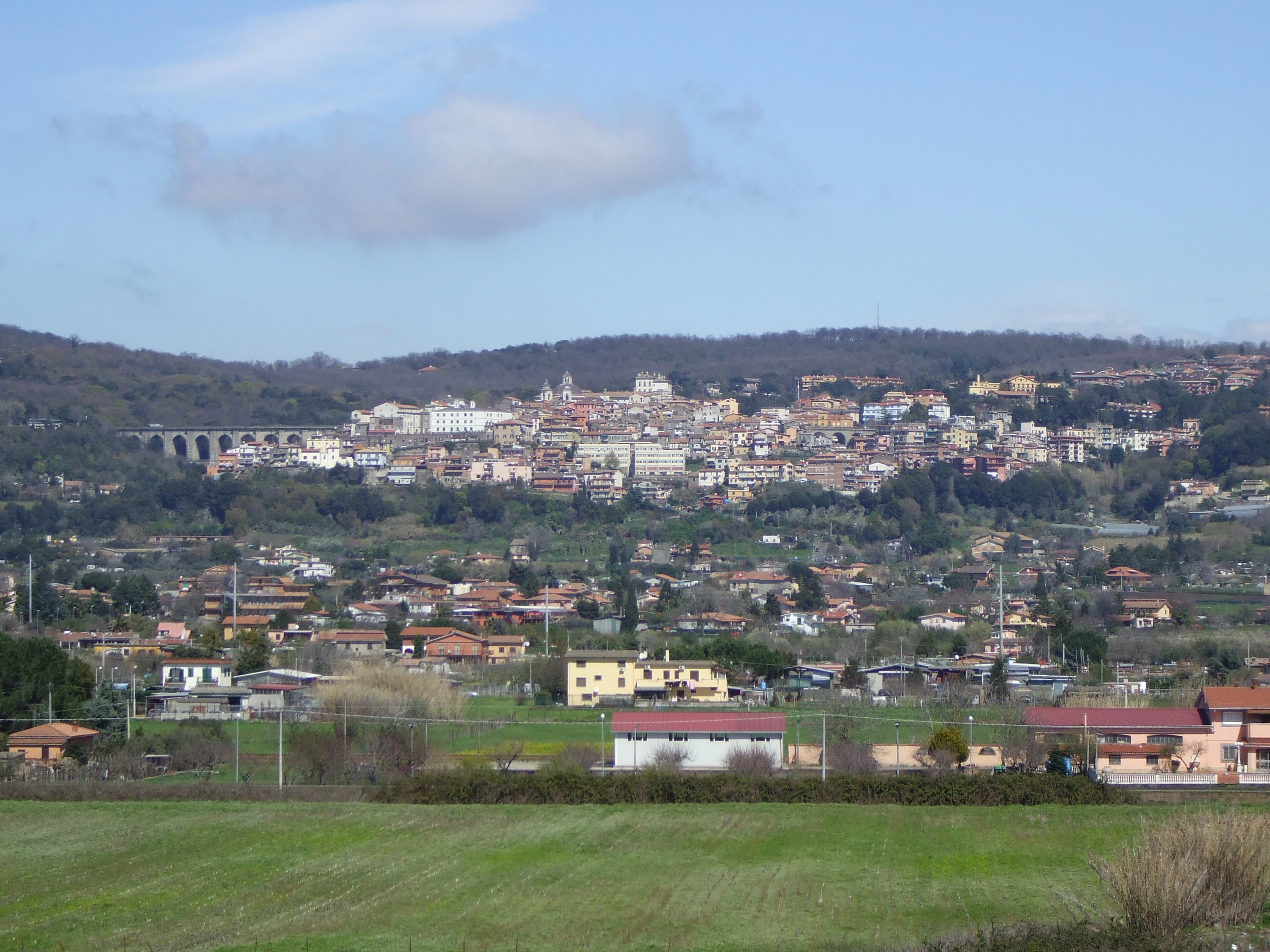
Ariccia en Vallericcia